# DJ 존슨 (야구 선수)

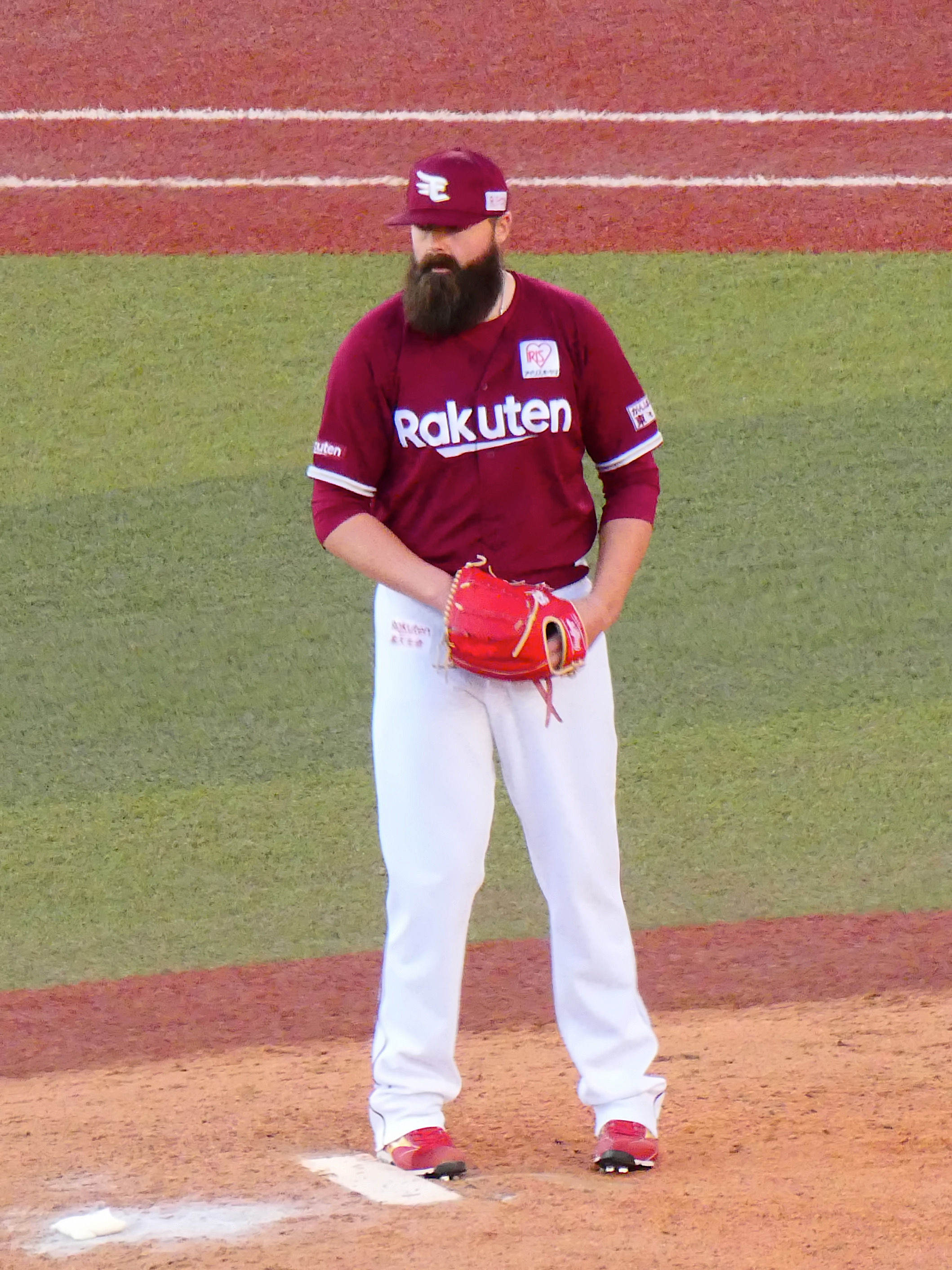

DJ 존슨(DJ Johnson, 본명: 다니엘 스튜어트 존슨, Daniel Stuart Johnson, 1989년 8월 30일 ~ )은 미국의 프로 야구 투수이자 FA이다. 이전에 콜로라도 로키스, 클리블랜드 인디언스, 탬파베이 레이스의 메이저 리그 베이스볼(MLB)에서 뛰었고 히로시마 도요 카프와 도호쿠 라쿠텐 골든이글스의 일본 프로야구(NPB)에서 뛰었다.

## 아마추어 경력
존슨은 오리건주 비버턴 (오리건주)에 있는 선셋 고등학교에 다녔다. 2년(2008년과 2009년) 동안 오리건주 그레셤에 있는 마운트 후드 커뮤니티 칼리지에 다녔다. 그 후 2010년에 웨스턴 오리건 대학교에 다녔다. 부상으로 인해 해당 시즌에는 투구를 할 수 없었고 성적이 좋지 않아 포지션 플레이어로 플레이한 경기는 단 11경기에 불과했다.

## 프로 경력

### 탬파베이 레이스
대학 3학년 이후 드래프트되지 않은 존슨은 지역 아메리칸 레종(American Legion) 전시 게임에서 스카우트의 주목을 받은 후 2010년 6월 24일 탬파베이 레이스와 FA 계약을 체결했다. 2010년에 GCL 레이스에서 뛰었다. 2011년 4월 20일에 레이스에서 방출되었다.

### 애리조나 다이아몬드백스
그런 다음 2011년 7월 5일 애리조나 다이아몬드백스와 마이너 리그 계약을 체결할 때까지 독립 야구 프론티어 리그의 트래버스 시티 비치 범스(Traverse City Beach Bums)와 계약하고 뛰었다. 2011년부터 2013년까지 애리조나 시스템에서 남부 팀 벤드 실버 호크(Bend Silver Hawks)와 비살리아 로하이드(Visalia Rawhide)에서 뛰었다. 존슨은 2013년에 게임에 출연하지 않았다. 대신 2012 시즌에 발생한 찢어진 큰원근을 재활했다.

### 미네소타 트윈스
존슨은 2013년 시즌 이후 애리조나에서 방출되었고, 2014년 시즌을 시작하기 위해 다시 트래버스 시티에서 뛰었다. 2014년 7월 28일 미네소타 트윈스와 마이너 리그 계약을 체결했으며 2015년 시즌까지 그들의 시스템에 남아있었다. 트윈스에서 뛰는 동안 포트마이어스 미라클과 채터누가 룩아웃츠에서 뛰었다.

### 로스앤젤레스 에인절스
존슨은 2015년 11월 24일 마이애미 말린스와 마이너 리그 계약을 체결했지만 12월 10일 규칙 5 드래프트의 트리플 A 단계에서 로스앤젤레스 에인절스에 선택되었다. 더블 A 아칸소 트래블러스에서 47경기에 출전했다. 2016년에는 69+1⁄3이닝 동안 67개의 삼진과 6개의 세이브를 기록하며 방어율 4.02를 기록했다. 존슨은 2016년 11월 7일 시즌이 끝난 후 FA로 선출되었다.

### 콜로라도 로키스
존슨은 2016년 11월 18일 콜로라도 로키스와 마이너 리그 계약을 체결했다. 2017 시즌을 하트퍼드 야드 고츠에서 보냈다. 존슨은 2018년 마이너 리그 시즌을 앨버커키 아이소톱스에서 보냈다.
존슨은 2018년 9월 4일 처음으로 메이저 리그에 소집되었고 5일 후인 9월 9일에 데뷔했다.
2019년 존슨은 로키스의 개막일 명단에 이름을 올렸다. 존슨은 일본에서 기회를 찾기 위해 2019년 10월 23일 로키스에서 방출되었다.

### 히로시마 도요카프
2019년 10월 25일 존슨은 일본 프로야구의 히로시마 도요카프와 1년 계약을 체결했다.(NPB) 2020년 7월 10일 존슨은 NPB 데뷔를 했다.

### 도호쿠 라쿠텐 골든이글스
2020년 9월 21일 존슨은 현금과 교환하여 도호쿠 라쿠텐 골든 이글스로 트레이드되었다. 이글스에서 16경기에 출전해 방어율 3.07, 삼진 16개를 기록했다. 2020년 12월 2일 존슨은 FA가 되었다.

### 클리블랜드 인디언스
2021년 2월 2일 존슨은 클리블랜드 인디언스와 마이너 리그 계약을 체결했다. 인디언스의 트리플A 계열팀인 콜럼버스 클리퍼스에서 2021시즌을 시작했다.
2021년 5월, 존슨은 미주 예선 이벤트의 미국 야구 국가대표팀 명단에 이름을 올렸다.
2021년 7월 7일 존슨은 40인 명단에 선정되어 인디언스의 현역 명단에 추가되었다.

### 탬파베이 레이스(2년차)
2021년 7월 30일 존슨은 페이튼 배튼필드(Peyton Battenfield)와 교환하여 조던 루플로(Jordan Luplow)와 함께 탬파베이 레이스로 트레이드되었다. 8월 16일, 존슨은 오른쪽 어깨 염좌로 60일 부상자 명단에 올랐고, 케빈 캐시 감독은 그가 "상당한 시간"을 놓칠 것이라고 언급했다. 11월 5일, 존슨은 40인 명단에서 완전히 제외되고 FA로 선출되었다.

### 레오네스 데 유카탄
2년 간의 활동 중단 후인 2024년 1월 11일, 존슨은 멕시코 리그의 레오네스 데 유카탄과 계약을 맺었다. 그러나 LMB 시즌이 시작되는 4월 1일 이전에 방출되었다.

## 개인사
2016년 시즌 이후 존슨은 에인절스와 계약을 제의받지 못했고, 로키스와 계약하기 전 오프시즌에 목재소에서 일했다.